# Beja (Santiago Maior e São João Baptista)
Pour les articles homonymes, voir Beja.
Beja (Santiago Maior e São João Baptista) est une paroisse civile portugaise (en portugais : freguesia) de la municipalité de Beja dans le district du même nom en Alentejo. Elle est créée en 2013, par fusion des paroisses de Santiago Maior et São João Baptista.

## Géographie
Beja (Santiago Maior e São João Baptista) comprend les parties sud et ouest du centre urbain de Beja. Les parties nord et est sont rattachées à Beja (Salvador e Santa Maria da Feira).

## Histoire
La paroisse est créée par la loi no 11-A/2013 du 28 janvier 2013 portant réorganisation administrative du territoire des freguesias, en fusionnant les paroisses de Beja (Santiago Maior) et Beja (São João Baptista). Son nom officiel est União das Freguesias de Beja (Santiago Maior e São João Baptista) et son siège est fixé à Santiago Maior.

## Démographie
Lors du recensement de 2021, Beja (Santiago Maior e São João Baptista) compte 13 363 habitants. C'est alors la paroisse la plus peuplée de la municipalité de Beja, qui totalise 33 394 habitants, devant Beja (Salvador e Santa Maria da Feira) (10 710 habitants).